# Anomodon trichophyllum
Anomodon trichophyllum là một loài rêu trong họ Thuidiaceae. Loài này được (Sw. ex Hedw.) Fürnr. mô tả khoa học đầu tiên năm 1829.